# إستر حايوت
إستر حايوت ((بالعبرية: אֶסְתֵּר חַיּוּת)؛ ولدت في 16 أكتوبر 1953) هي رئيسة قضاة المحكمة العليا في إسرائيل. أدت اليمين الدستورية في 26 أكتوبر 2017، ومن المتوقع أن تعمل كرئيسة القضاة حتى أكتوبر 2023.

## النشأة
ولدت إستر «إستي» أفني في هرتسليا بإسرائيل، في معبروت شافيف (حاليًا حي ياد هاتيشا) ليهودا ويهوديت أفني، اللذين كانا رومانيين ناجين من المحرقة. انفصل والداها عندما كانت طفلة صغيرة، وهاجر والدها إلى المملكة المتحدة. نشأت في منزل أجدادها في حي نفيه أمل في هرتسليا. انتقلت إلى إيلات في سن 17 لتعيش مع والدتها التي تزوجت مرة أخرى. أكملت دراستها الثانوية في إيلات عام 1971، بعد تخرجها من المدرسة الثانوية تم تجنيدها في الجيش الإسرائيلي، حيث خدمت في فرقة الموسيقى العسكرية التابعة للقيادة المركزية. بعد تسريحها من الجيش، التحقت حايوت بكلية الحقوق في جامعة تل أبيب وتخرجت عام 1977. أثناء دراستها للقانون التقت أيضًا بزوجها ديفيد حيوت، وأنجبت منه ولدين. تدربت حايوت في مكتب محاماة حاييم يوسف صادوق وزير العدل الإسرائيلي الأسبق، حيث مكثت للعمل كمحامية مساعدة بين عامي 1977 و1985. بعد ترك المكتب، افتتحت حايوت مكتبًا مستقلًا مع زوجها متخصصًا في القانون التجاري وقانون الضرر.

## المهنة القضائية
في مارس 1990 تم تعيين حايوت قاضية في محكمة الصلح في تل أبيب، وفي عام 1996 تم تعيينها في محكمة منطقة تل أبيب حيث حصلت على منصبها عام 1997. في مارس 2003، تم تعيين حايوت قاضية في المحكمة العليا في إسرائيل، حيث حصلت على منصبها في مارس 2004.
في مايو 2015، تم تعيين حايوت رئيسا للجنة الانتخابات المركزية للكنيست العشرين.
تم انتخاب حايوت لتحل محل ميريام ناعور كرئيسة قضاة المحكمة العليا في عام 2017 لتعمل بهذه الصفة حتى عام 2023، وفقًا لطريقة الأقدمية المستخدمة في إسرائيل.